# Rueda de Jalón (ort)
Rueda de Jalón är en ort i Spanien.   Den ligger i provinsen Provincia de Zaragoza och regionen Aragonien, i den nordöstra delen av landet, 240 km nordost om huvudstaden Madrid. Rueda de Jalón ligger 308 meter över havet och antalet invånare är 356.
Terrängen runt Rueda de Jalón är huvudsakligen platt, men den allra närmaste omgivningen är kuperad. Rueda de Jalón ligger nere i en dal. Runt Rueda de Jalón är det glesbefolkat, med 20 invånare per kvadratkilometer. Närmaste större samhälle är Épila, 3,7 km söder om Rueda de Jalón. Trakten runt Rueda de Jalón består till största delen av jordbruksmark.